# Thomas McMahon
Thomas McMahon (Dorking, 17 de junho de 1936) é um clérigo católico romano inglês e bispo emérito de Brentwood.

## Biografia
Thomas McMahon foi educado na St Bede's Grammar School em Manchester e treinou para o sacerdócio em São Sulpício, Paris. Foi ordenado sacerdote para a Diocese de Brentwood pelo Bispo Bernard Patrick Wall, em 29 de novembro de 1959, no Seminário São João de Wonersh, Guildford.
Após a ordenação, foi nomeado padre assistente em Colchester antes de se mudar para Westcliff-on-Sea (Southend-on-Sea) e mais tarde servir como pároco de Stock. Ele foi capelão da Universidade de Essex de 1972 até sua nomeação.
O Papa João Paulo II o nomeou Bispo de Brentwood em 16 de junho de 1980. O Arcebispo de Westminster, cardeal George Basil Hume OSB, consagrou-o em 17 de julho do mesmo ano, na Catedral do Sagrado Coração e Santa Helena em Brentwood; os co-consagradores foram Patrick Joseph Casey, Bispo Emérito de Brentwood, e Geoffrey Burke, Bispo Auxiliar de Salford.
Foi membro da Comissão Ecumênica Nacional, presidente da Comissão Ecumênica de Brentwood em 1979, presidente da Churches Together em Essex e East London de 1984 a 1993, e serviu na Comissão Internacional para o Inglês na Liturgia de 1983 a 2001. O bispo McMahon foi membro do Departamento para a Vida Cristã e Culto da Conferência Episcopal da Inglaterra e País de Gales, atuando como Presidente do Comitê de Liturgia Pastoral de 1983 a 1997. Ele também foi Presidente do Comitê de Música Sacra de 1985 a 2001 e, desde 2005, representou a Conferência Episcopal no Conselho da St. George's House, Windsor. Ele foi vice-presidente da Pax Christi, movimento católico internacional pela paz, e é membro fundador do Movimento pela Democracia Cristã, e, com Lord Alton, visitou campos de refugiados e casas na Albânia em 1999. Ele também é vice-presidente dos Amigos da Música da Catedral. É membro honorário do Hertford College, Oxford. Recebeu um Grau Honorário da Universidade de Essex e em 2001 o título de Doutor Honoris Causa da Universidade de Anglia Ruskin. Em 2005, ele foi instalado como um Cônego Ecumênico Honorário da Catedral de Chelmsford, então em 2007 foi nomeado Vice-Presidente do Historic Churches Preservation Trust. Ele publicou dois livros.
Esteve envolvido com uma série de desenvolvimentos na diocese, incluindo o estabelecimento da Comissão de Justiça e Paz, a Comissão de Bem-Estar Social, a Comissão da Juventude, o Centro Pastoral Diocesano em New Hall e a Casa Diocesana de Oração em Brentwood. Ele foi responsável pela construção da "Cathedral House" dos escritórios diocesanos em Brentwood e pela construção de uma nova Catedral em 1989.
Em junho de 2011, ao completar 75 anos, Thomas McMahon apresentou sua renúncia, após 31 anos no cargo, mas o Papa Francisco aceitou sua aposentadoria apenas em 14 de abril de 2014, nomeando seu sucessor, Alan Williams, S.M.

## Obras
- McMahon, Thomas. The Mass Explained (Second ed.). Great Wakering, Essex, UK: McCrimmon Publishing Co Ltd, 1977. ISBN 978-0-85597-201-1.
- Hawkins, Peter; McMahon, Thomas. Altar Servers Manual. Series 3 Holy Communion Service. Great Wakering, Essex, UK: McGrimmon Publishing Co Ltd, 1978. ISBN 978-0-85597-223-3.